# Potentilla sterilis
Potentilla sterilis — вид квіткових рослин з родини трояндових (Rosaceae). Ареал: Європа (Албанія, Австрія, Бельгія, Люксембург, Чехія, Данія, Франція, Німеччина, Велика Британія, Ірландія, Італія, Нідерланди, Польща, Португалія, Іспанія, Швеція, Швейцарія, Чорногорія, Словенія), Канада (Ньюфаундленд); регіонально вимер: Словаччина.

## Середовище
Супроводжує світлі дубові або дубово-грабові ліси, узлісся, галявини, а також відкриті трав'янисті ділянки, переважно на невапнякових субстратах. Від рівня моря до висоти 1200 метрів.

## Біоморфологічна характеристика
Це багаторічна запушена трав'яниста рослина заввишки 5–10 см, що дає тонкі повзучі вкорінені пагони. Листки трійчасті, черешкові, темно-зелені, слабо запушені; листочки оберненояйцеподібні, 0,6–5 см завдовжки і 0,6–3 см завширшки, при основі клиноподібні, з кожного боку по 4–6 зубців. Квітки 5-пелюсткові, 1—2 см у діаметрі; чашечка зовні жовто-зелена, запушена; пелюстки не налягають одна на одну, трохи довші за чашечку, білі, серцеподібні, на верхівці зрізані. Після цвітіння формуються сухі сім'янки.